# Hymenophyllum francii
Hymenophyllum francii là một loài dương xỉ trong họ Hymenophyllaceae. Loài này được Ebihara & K.Iwats. mô tả khoa học đầu tiên năm 2004.
Danh pháp khoa học của loài này chưa được làm sáng tỏ. 